# 国家宝藏之觐天宝匣
《国家宝藏之觐天宝匣》是2008年首播的中国电视剧，由刘一志执导，王千源、黄俊鹏、孙松、淳于珊珊、于明加、吕一、江洋、高虎等主演。